# 高橋竜池
高橋 竜池（たかはし りゅうち、寛政11年（1799年）（享和元年（1801年）との記載もあり） - 元治元年8月4日 (旧暦)（1864年9月4日））は、江戸時代後期の儒学者、教育者。名は徳経。字（あざな）は士行。通称は文右衛門。別号に匏湖。

## 経歴
福岡藩士として江戸に生まれる。
藩校修猷館で教え、天保2年（1831年）訓導となる。
嘉永4年（1851年）侍読、同5年（1852年）奥頭取格となった。